# Сыч (приток Выши)
Сыч — река в России, протекает по Земетчинскому району Пензенской области. Левый приток Выши.

## География
Река Сыч берёт начало к юго-западу от села Салтыково, недалеко от лесов. Течёт в восточном направлении по открытой местности, пересекает автодорогу и ветку железной дороги. Устье реки находится в 87 км по левому берегу реки Выша. Длина реки составляет 18 км. Площадь водосборного бассейна — 54,6 км².
От истока к устью на реке расположены посёлок Старая Стефия, посёлок Заводской, недалеко от берегов реки расположена деревня Сычёвка.

## Данные водного реестра
По данным государственного водного реестра России относится к Окскому бассейновому округу, водохозяйственный участок реки — Цна от города Тамбов и до устья, речной подбассейн реки — Мокша. Речной бассейн реки — Ока.
Код объекта в государственном водном реестре — 09010200312110000029843.